# تاداشي آبي
تاداشي آبي (باليابانية: 阿部正؛ بالكانا: あべ ただし) هو لاعب آيكيدو ‏ ياباني، ولد في 1926، وتوفي في 23 نوفمبر 1984.